# Standa
Standa (già Società Anonima Magazzini Standard) è stata una catena italiana di supermercati fondata nel 1931 e attiva nel settore dei grandi magazzini di fascia media alimentari e non alimentari. Come tale, ha cessato di esistere nel 2004, sopravvivendo, limitatamente nella vendita del settore alimentare, fino al 2012.
È stato un marchio che ha attraversato numerose e profonde trasformazioni societarie, a causa dei differenti gruppi che lo hanno posseduto.
Il suo logo ha subito notevoli mutamenti grafici.

## Storia

### Le origini - anni trenta
Franco Monzino, lasciando la direzione dell'UPIM e possedendo un capitale di 50.000 lire, (equivalenti a circa 60.000 euro odierni) il 9 maggio 1931 fondò col fratello Italo, la sorella Ginia Monzino in Borletti e Tullio Astesani, la Società Anonima Magazzini Standard con sede a Milano nel magazzino di via Torino 38, rilevando il bazar "33". Il 21 settembre dello stesso anno in questi locali nasceva il primo magazzino Standa che ottenne presto successo. Nei primi anni si susseguono le aperture di nuovi negozi in tutto il paese e principalmente grazie al rilevamento di vecchi negozi preesistenti. Durante una parata in corso Umberto I nel 1938 a Roma, Benito Mussolini vide l'insegna "Standard" e diede ordine di cambiarlo e perciò divenne Standa e solo successivamente si cercò un sintagma che supportasse un nuovo acronimo; ne vennero proposti diversi come Società Tutti Articoli Nazionali Dell'Arredamento (Sabatini-Coletti) oppure Società Tutti Articoli Nazionali Dell'Arredamento e Abbigliamento (Zingarelli) oppure ancora Società Tutti Articoli Nazionali Dell'Abbigliamento e Arredamento (Piccola Treccani).

### Dagli anni quaranta agli anni sessanta
Nel 1940, nonostante l'inizio del secondo conflitto mondiale, la società inoltra 44 domande di licenze di esercizio in vari comuni italiani per l'apertura di nuovi magazzini,  ma poi la guerra porterà alla chiusura di 19 negozi – che furono distrutti o danneggiati  – e venti negozi che rimasero in parte attivi. Dai 38 negozi del 1943 si passa ai 33 negozi del 1951. Con la fine della guerra si avvia il piano di recupero o trasferimento dei negozi esistenti e nel 1952 avviene la prima inaugurazione di un nuovo negozio a Napoli nel quartiere Vomero. Nel 1956 venne aperto il primo reparto alimentare nella filiale di via Diaz a Napoli ampliando l'offerta dei grandi magazzini di abbigliamento con gli alimentari. Due anni più tardi, nel 1958, si attiva la formula del self-service per il supermercato di Milano via Torino angolo via della Palla, formula che poi verrà applicata a tutti i supermercati della catena. Nel 1962 viene aperto il primo magazzino, a Torino in corso Giulio Cesare, dotato di parcheggio privato per i clienti. Nel 1963 con l'apertura del magazzino di Sesto San Giovanni viene estesa la formula self-service anche per i reparti tradizionali.

Angelo Roncalli patriarca di Venezia (futuro Papa Giovanni XXIII) in visita ai magazzini Standa di Venezia Campo San Luca

#### L'acquisizione da parte del gruppo Montedison
Nel giugno 1967 il gruppo conta 124 filiali e viene acquisito dalla Montedison; nel corso di alcuni anni la catena si sviluppa acquisendo vecchi locali e teatri nei centri delle principali città italiane per convertirli in magazzini. Nei primi anni dopo l'acquisto non viene apportata alcuna modifica né alla dirigenza né all'immagine commerciale di Standa.
Nel 1968 viene acquisita la Multinegozi Spa attiva da 10 anni nel milanese con 10 punti vendita fra supermercati e magazzini che nel corso del 1974 vengono trasformati in filiali Standa.

### Gli anni settanta e ottanta

Maxi Standa di Castellanza (Va), all'inaugurazione del settembre 1972

Nel 1970 vengono rilevate le catene DIADI di Torino e Rialto di Venezia, che portano a un cospicuo incremento delle filiali Standa in Piemonte e nel Veneto. L'anno dopo il gruppo, con 219 filiali, inaugura il primo ipermercato a Castellanza (VA) con la nuova insegna "Maxi Standa". Sempre nel 1971 vengono inaugurati per la prima volta in Italia nuovi magazzini e supermercati in affiliazione, e viene rinnovata l'immagine. Nel 1973 viene acquisita la Magazzini Gamma attiva in tutto il paese con 36 magazzini che nel corso dell'anno vengono tutti trasformati in filiali Standa. Nel 1974 il gruppo dà vita alla joint venture EuroStanda insieme al gruppo francese Carrefour con l'inaugurazione dell'ipermercato di Paderno Dugnano (MI), poi ridenominata Euromercato dal 1979, destinata ai grandi ipermercati e successivamente, nel 1984, ne rileverà l'intera proprietà. Fece parte del gruppo anche l'ingrosso "Ingros", a Rezzato in Provincia di Brescia che nel 1982 venne ceduto alla AGCI.

#### La cessione al gruppo Fininvest
Il gruppo Ferruzzi-Montedison cede la proprietà alla Fininvest di Silvio Berlusconi nel 1988 per quasi 1.000 miliardi di lire diventando la "Casa degli italiani", godendo di un enorme battage pubblicitario grazie alle televisioni della nuova proprietà con volti noti della televisione come testimonial.

### Gli anni novanta e duemila
Nei primi anni novanta la catena è stata colpita da vari attentati dinamitardi prima di stampo mafioso nelle filiali di Catania, poi di vario tipo negli anni successivi in varie filiali di Roma, Milano, Modena, Firenze, Trento e Brescia. Nel 1990 con l'inaugurazione dell'ipermercato di Anzio (RM) inizia una serie di nuove aperture di ipermercati di media dimensione; l'anno successivo, invece, con l'inaugurazione di Sesto San Giovanni (MI), era prevista una serie di aperture di nuovi grandi magazzini ad alto livello di immagine, cosa che poi non ebbe seguito. Nello stesso anno, presso tredici filiali Standa ed Euromercato, vengono allestiti punti promozionali permanenti della Five Viaggi, società del Gruppo Fininvest specializzata nella vendita di pacchetti turistici. Il tentativo di promuovere e vendere questi ultimi all'interno della grande distribuzione non portò comunque i risultati sperati, tanto da costringere l'interruzione della partnership poco tempo dopo.
Nel 1991 il gruppo acquisisce il controllo dei Supermercati Brianzoli e nel 1992 vengono aperti nuovi ipermercati, tra cui quello di Grugliasco nell'allora gigantesco Centro Commerciale Le Gru, che finisce immediatamente al centro di una storia di tangenti. Sempre nel 1993 il gruppo realizzò una joint-venture con Viacom, per l'apertura di un primo punto vendita in Italia della catena internazionale Blockbuster, specializzata nell'home video. Alla fine del 1994, con l'azienda in seria crisi finanziaria, il ramo che gestiva gli ipermercati col marchio Euromercato venne ceduto al gruppo GS. Intanto, sempre nello stesso anno, il gruppo Standa costituì una holding ("Holding dei Giochi") assieme al Gruppo Giochi Preziosi per rilevare le catene Grazzini e Toys Center, specializzate nei giocattoli. Nel 1995 fino al 1996, iniziò un processo di restyling delle filiali, partendo dal modello della filiale di Milano corso Vercelli e inoltre iniziò un progetto di apertura di nuove filiali all'estero con un primo magazzino inaugurato a Budapest.
Inoltre nello stesso anno venne inaugurato il primo Superstore Standa a Luino (VA).
Nel luglio 1997 la Standa abbandonò la Borsa.

#### Lo spacchettamento del gruppo Standa
Il 29 luglio 1998 Fininvest, dopo aver rifiutato di cedere per 640 miliardi di lire il settore alimentare a una cordata formata da Coop Italia e Conad, vende 193 supermercati Standa alla Nuova Distriduzione, una società composta al 70% da Gianluigi Franchini (Supermercati Brianzoli) e al 30% da Mediocredito Lombardo. Altri 163 grandi magazzini sono ceduti invece a Coin. L'operazione porta alla società berlusconiana 800 miliardi di lire. Del gruppo Standa non vengono invece venduti i rami Toys center e Blockbuster, e la proprietà degli immobili.
Il settore non-alimentare – passato quindi per 13,8 miliardi di lire al Gruppo Coin – soppresse immediatamente e completamente il marchio, ridenominando gran parte dei magazzini Standa OVS e Coin. Per altri magazzini, il Gruppo Coin effettuò accordi con Fnac e Benetton.
Il settore alimentare venne suddiviso in due: gli esercizi del centro sud furono acquisiti dal Gruppo Cedi (Conad), acquisendo il marchio ma utilizzando soprattutto l'insegna di quest'ultima; il nome Standa sopravvisse in maniera strutturata solamente nei negozi del centro-nord Italia, acquisiti in società con il Mediocredito Lombardo da Gianfelice Franchini (ex proprietario dei Supermercati Brianzoli ed ex amministratore delegato di Standa), con un piano di rinnovo dei negozi.
Silvio Berlusconi dichiarerà in seguito di essere stato costretto a vendere la Standa successivamente alla sua entrata in politica, affermando che nei comuni amministrati da giunte di centro-sinistra non gli venivano concesse le autorizzazioni per aprire nuovi punti vendita. Secondo altri l'acquisizione e la successiva vendita della Standa sarebbe stata determinata dalla volontà di creare una liquidità per il gruppo Fininvest, che attraversava un difficile periodo tra il 1990 e il 1998 come asserito dallo stesso Berlusconi che affermò di essere esposto con le banche per diverse migliaia di miliardi.

#### Il gruppo REWE

Logo Billa

Nel 2004 i superstiti supermercati alimentari Standa del centro nord, assieme al marchio, sono stati ceduti all'austriaca Billa controllata dal gruppo tedesco REWE Group.
Rewe, dopo l'acquisizione del marchio Standa, decide di mantenere i supermercati del Triveneto e della Romagna col marchio Billa (insegna già affermata in queste regioni perché negli anni precedenti aveva acquisito diversi supermercati, tra i quali la catena Supermercati Car e i Supermercati Vivo appartenenti al gruppo trevigiano Zanin) e Standa Supermercati nel resto della penisola. Il marchio IperStanda, invece, viene riservato agli ipermercati anche nelle suddette regioni del nord-est in cui i supermercati sono a insegna Billa. Questo fino al 2012, quando vengono anch'essi ribattezzati Billa Superstore, mentre i punti vendita Standa delle altre regioni vengono ribattezzati Billa.
La nuova insegna non riesce tuttavia ad ottenere i risultati sperati e, dopo aver ceduto nel 2013 43 punti vendita a Conad, nel 2016 viene venduto il resto della rete a Carrefour ed altri concorrenti.

## Il marchio Standa
Il marchio Standa non è più stato utilizzato dai diversi aventi diritto, salvo che per sporadiche iniziative o sotto denominazioni diverse.
Per esempio, la Rewe aprì un supermercato a insegna Standa in Germania, nella città di Colonia, con una forte presenza di prodotti italiani, chiudendolo però definitivamente il 16 dicembre 2017.
In alcuni casi, nel sud Italia, il nome, riformulato però in Supermercati Standa e con una diversa grafica, è stato rispolverato e riutilizzato  – sotto forma di franchising – in alcuni supermercati alimentari.

## Loghi storici

1957-1973
1973-1988
1988-1996
1999-2001
2001-2012

## Sedi sociali
Le sedi sociali della Standa dalla nascita alla chiusura nel 2012:
- 1931 - 1937

Via Torino 38, Milano
- 1937 - 1974

Via Celestino IV 6, Milano
- 1974 - 1987

Foro Buonaparte 31 (c/o Montedison), Milano
- 1987 - 1999

Milanofiori Strada 4 - Palazzo Q/1, Rozzano MI
- 1999 - 2002

Via Francesco Sforza 9 - Pal. Galeno - Milano 3 City, Basiglio MI
- 2002 - 2012

Via dei Missaglia 97, Milano

## Influenza culturale
La Standa è stata protagonista in passato di vari film e concorsi televisivi:
- la maggior parte dei film Nessuno mi può giudicare (1966) e Perdono (1966) con Caterina Caselli e Gino Bramieri, vengono girati nei magazzini di Via Cola di Rienzo a Roma (oggi magazzino Coin);
- nel film Il cinico, l'infame, il violento (1977) con Tomas Milian, una parte dell'inseguimento nel film è girata prima nei magazzini di Roma viale Oceano Atlantico (zona EUR) e poi nel parcheggio dello stesso;
- nel film Un povero ricco (1983) con Renato Pozzetto e Ornella Muti, una parte del film viene girata nei magazzini di Largo Cairoli a Milano (oggi negozio Decathlon);
- nel film Fantozzi va in pensione (1988) con Paolo Villaggio e Anna Mazzamauro, l'incontro fra il rag. Fantozzi e la signorina Silvani avviene nel parcheggio davanti ai magazzini di Roma viale Oceano Atlantico (zona EUR)[36];
- nel film Abbronzatissimi (1991) con Jerry Calà, Teo Teocoli, Alba Parietti ed Eva Grimaldi, si vede Jerry Calà che fa la spesa nel supermercato di Viale Vespucci a Rimini (oggi supermercato Conad)[37];
- nel film La carne (1991) con Francesca Dellera e Sergio Castellitto, Francesca e Paolo fanno un'abbondante spesa nell'ipermercato di Anzio (oggi ipermercato Conad)[38];
- nel film Le comiche 2 (1991) con Renato Pozzetto e Paolo Villaggio, l'episodio I metronotte viene girato nei magazzini di Via Cola di Rienzo a Roma (oggi magazzino Coin)[39].

## Testimonial pubblicitari
Le pubblicità televisive della Standa nascono ai tempi del Carosello, ma solo con il passaggio della proprietà al Gruppo Fininvest arriveranno testimonial per sponsorizzare la catena e le sue promo:

Marco Columbro testimonial per la Standa nel 1990

- 1988 - 1992: Marco Columbro, con tanto di battuta finale: "Eh! va beh ragazzi allora ditelo no!";
- 1992 - 1994: Lino Banfi, con battuta finale: "Effettivamende!";
- Solo nel 1990 - 1991: Sandra Mondaini e Raimondo Vianello, durante i concorsi e i premi della Standa, con battuta finale di Raimondo: "Sempre solo Standa!";
- Solo nell'autunno del 1994: Marta Marzotto con lo slogan "Marta, Martissima, Marta da legare" in riferimento a una sua linea di abbigliamento disegnata per la Standa;
- 1994 - 1996: Mike Bongiorno, con battuta finale: "Alla Standa, ogni giorno è un buongiorno, parola di Mike!";
- 1994 - 1997 : Wilma De Angelis;
- 1995 - 1999 : Enzo Iacchetti.

## Sponsorizzazioni
- Negli anni novanta, nel programma del sabato sera di Rai 1 Fantastico, c'era un gioco in cui una famiglia italiana vinceva mezz'ora di tempo per prendere gratis qualunque cosa dentro un magazzino Standa;
- Su Canale 5 la trasmissione Tra moglie e marito, condotta da Marco Columbro, sorteggiava di volta in volta 13 filiali che accoglievano delle cacce al tesoro all'interno dei magazzini Standa;
- La popolare trasmissione televisiva Ok, il prezzo è giusto!, nella stagione 1990/1991, è stata presentata dallo sponsor Standa con il concorso Isola Felice Standa;
- Su Telemontecarlo durante il quiz Gli affari sono affari con Roberto Arnaldi, si vinceva a nel gioco finale la Standa.
- Nel 1992 per celebrare l'anniversario dei 60 anni, la Standa aveva creato un gioco a concorso sugli anni sessanta;
- Nel 1994 Mike Bongiorno è ideatore insieme alla moglie Daniela Zuccoli del programma di informazione commerciale di Italia 1 Grandi magazzini, di cui conduce la prima puntata[40] cedendo poi il testimone a Marta Flavi, Paola Barale, Marco Predolin e Natalia Estrada.

Sponsorizzazioni sportive

La Viola Reggio Calabria nel 1990-1991 con lo sponsor Standa

Una squadra di basket femminile e due squadre di basket maschile hanno usato in passato il nome Standa per le proprie squadre cittadine:
- 1931 - 1987: Standa Milano Una squadra di basket femminile e una squadra di baseball che militavano in serie A, il massimo campionato di allora;
- 1987 - 1990: Standa Reggio Calabria (oggi Viola Reggio Calabria);
- Standa Ferrara (oggi Basket Ferrara).

La Standa ha avuto anche una squadra di calcio a Roma che ha partecipato ai campionati dilettantistici fino alla categoria Promozione.